# Distrito de Anta (Anta)
El distrito de Anta es uno de los 9 distritos de la provincia de Anta, ubicada en el departamento del Cusco, bajo la administración el Gobierno regional del Cuzco, en el Perú.
La provincia de Anta desde el punto de vista de la jerarquía eclesiástica está comprendida en la Arquidiócesis del Cusco.

## Historia
Oficialmente, el distrito de Anta fue creado el 21 de junio de 1825 mediante Decreto del Libertador Simón Bolívar.
También podemos decir un poco de la historia de esta zona como remontarnos unos 1000 años atrás en donde habitaban los antasayas, dedicados a la caza y agricultura y otras actividades.

## Geografía
La capital es el poblado de Anta-Izcuchaca, situado a 3,361 m s. n. m.
Se identifica más por su naturaleza biohuertos donde existían sapos. por eso el dicho que dice: Anta donde el sapo canta, la mujer encanta y el diablo espanta.

## División administrativa
Este distrito está conformado por las siguientes comunidades campesinas:
- Comunidad Campesina de Anansaya Urinsaya Ccollana Anta
- Comunidad Campesina de Eqqeqo Chacan
- Comunidad Campesina de Haparquilla
- Comunidad Campesina de Pacca
- Comunidad Campesina de Yungaqui
- Comunidad Campesina de Inquilpata
- Comunidad Campesina de Compone
- Comunidad Campesina de Cconchacalla
- Comunidad Campesina de Mosoqllacta
- Comunidad Campesina de Huerta
- Comunidad Campesina de Piñanccay
- Comunidad Campesina de Kehuar
- Comunidad Campesina de Pancarhuaylla
- Comunidad Campesina de Mantoclla
- Comunidad Campesina de Ccasacunca
- Comunidad Campesina de Occoruro
- Comunidad Campesina de Chacacurqui
- Comunidad Campesina de Llusc´anay
- Comunidad Campesina de Pichoq
- Comunidad Campesina de Huayllaccocha
- Comunidad Campesina de Markju

## Autoridades

### Municipales
- 2019-2022[3]
  - Alcalde: Wiliam Loaiza Ramos, del partido político Democracia Directa.
- 2015-2018[3]
  - Alcalde: Vidal Huaman Ttito, del partido político Acuerdo Popular Unificado APU.

## Festividades
- Carnavales.
- Virgen Inmaculada Concepción de Anta.